# Семијон
Семијон (фр. Sémillon) је сорта белог грожђа која највероватније потиче из Француске. Познат је још и као wyndruif. Вино од овог грожђа је сладуњавог укуса, а подсећа на мед, и на цитрусне ноте лимуна и лимете.
Највише се гаји у виноградарских регионима Француске, затим Аустралије, Јужне Африке и Чилеа. Семијон се гаји од XIX века, када је и први пут пренесен у Аустралију, где је веома популаран.

## Галерија
- Семијон грозд
- Виноград
- Семијон нападнут болешћу